# Daemonorops
Daemonorops es un género botánico de palmas ratán de la familia de las Arecaceae. 
Se las encuentra en trópicos y subtrópicos del Sudeste Asiático. 
Los tallos de las Daemonorops se cosechan por sus cores, que se usan para látigos y muebles. Los frutos de ciertas especies, en particular Daemonorops draco, produce una resina roja:  la «sangre de drago». 

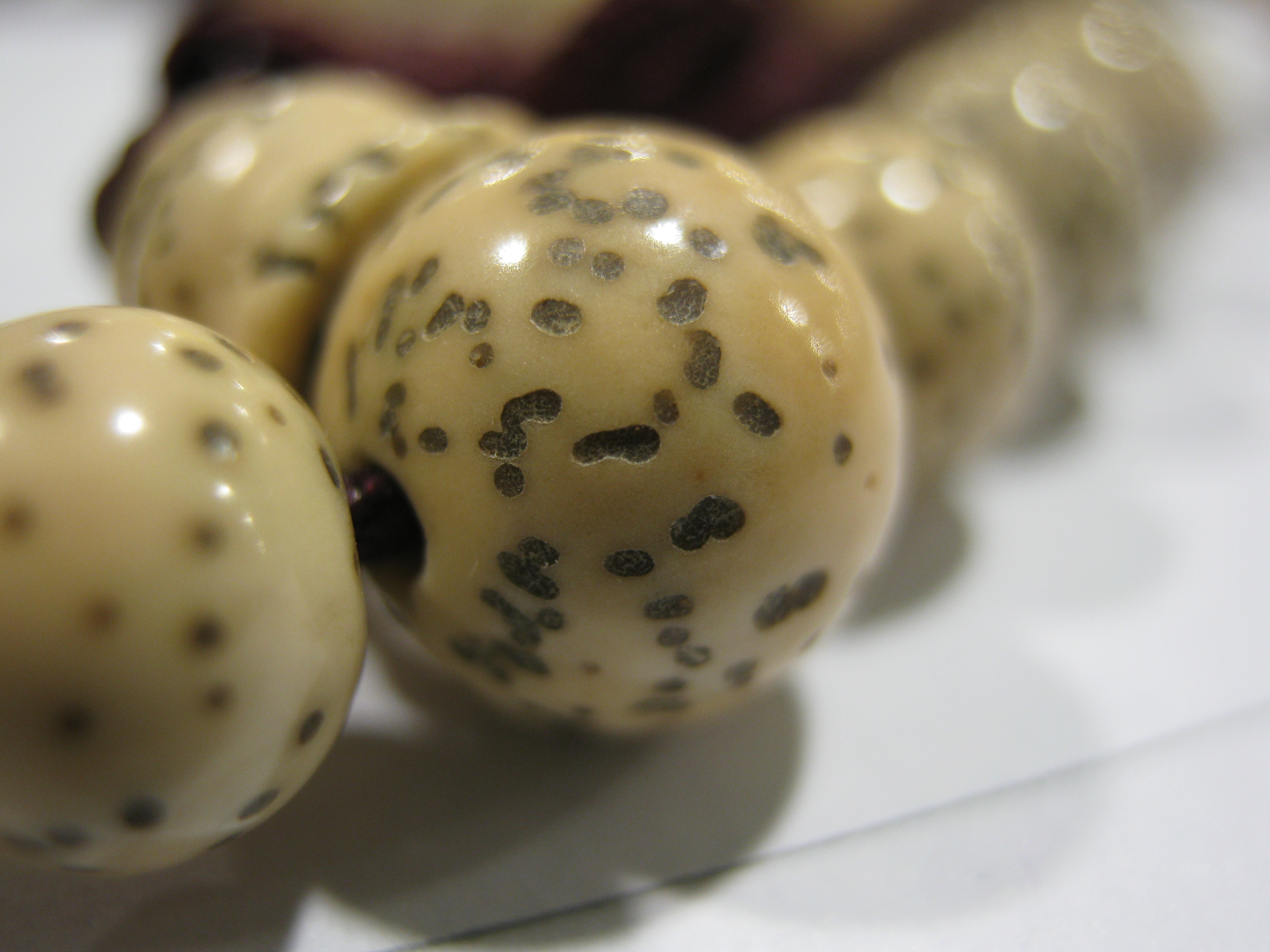
Semillas de Daemonorops margaritae en un mala.

Los polisacáridos  de algunas especies de Daemonorops se conocen por sus propiedades anticoagulantes.

## Taxonomía
El género fue descrito por Blume ex Schult.f. y publicado en Systema Vegetabilium 7(2): 1333. 1830. La especie tipo es: Daemonorops melanochaetes Blume

## Especies
- Daemonorops acamptostachys Becc.
- Daemonorops acehensis Rustiami
- Daemonorops affinis Becc.
- Daemonorops angustifolia (Griff.) Mart.
- Daemonorops aruensis Becc.
- Daemonorops asteracantha Becc.
- Daemonorops atra J.Dransf.
- Daemonorops aurea Renuka & Vijayak.
- Daemonorops banggiensis J.Dransf.
- Daemonorops beguinii Burret
- Daemonorops binnendijkii Becc.
- Daemonorops brachystachys Furtado
- Daemonorops calapparia (Mart.) Blume
- Daemonorops calicarpa (Griff.) Mart.
- Daemonorops clemensiana Becc.
- Daemonorops collarifera Becc.
- Daemonorops confusa Furtado
- Daemonorops crinita Blume
- Daemonorops cristata Becc.
- Daemonorops curranii Becc.
- Daemonorops depressiuscula (Miq. ex H.Wendl.) Becc.
- Daemonorops didymophylla Becc.
- Daemonorops draco (Willd.) Blume
- Daemonorops dracuncula Ridl.
- Daemonorops dransfieldii Rustiami
- Daemonorops elongata Blume
- Daemonorops fissa Blume
- Daemonorops forbesii Becc.
- Daemonorops formicaria Becc.
- Daemonorops geniculata (Griff.) Mart.
- Daemonorops gracilipes (Miq.) Becc.
- Daemonorops gracilis Becc.
- Daemonorops grandis (Griff.) Mart.
- Daemonorops hirsuta Blume
- Daemonorops horrida Burret
- Daemonorops ingens J.Dransf.
- Daemonorops jenkinsiana (Griff.) Mart.
- Daemonorops korthalsii Blume
- Daemonorops kunstleri Becc.
- Daemonorops kurziana Hook.f. ex Becc.
- Daemonorops lamprolepis Becc.
- Daemonorops leptopus (Griff.) Mart.
- Daemonorops lewisiana (Griff.) Mart.
- Daemonorops loheriana Becc.
- Daemonorops longipes (Griff.) Mart.
- Daemonorops longispatha Becc.
- Daemonorops longispinosa Burret
- Daemonorops longistipes Burret
- Daemonorops macrophylla Becc.
- Daemonorops macroptera (Miq.) Becc.
- Daemonorops maculata J.Dransf.
- Daemonorops manii Becc.
- Daemonorops margaritae (Hance) Becc.
- Daemonorops megalocarpa Burret
- Daemonorops melanochaetes Blume
- Daemonorops micracantha (Griff.) Becc.
- Daemonorops microcarpa Burret
- Daemonorops microstachys Becc.
- Daemonorops mirabilis (Mart.) Mart.
- Daemonorops mollis (Blanco) Merr.
- Daemonorops mollispina J.Dransf.
- Daemonorops monticola (Griff.) Mart.
- Daemonorops nigra (Willd.) Blume
- Daemonorops oblata J.Dransf.
- Daemonorops oblonga (Reinw. ex Blume) Blume
- Daemonorops ochrolepis Becc.
- Daemonorops oligolepis Becc.
- Daemonorops oligophylla Becc.
- Daemonorops oxycarpa Becc.
- Daemonorops pachyrostris Becc.
- Daemonorops palembanica Blume
- Daemonorops pannosa Becc.
- Daemonorops pedicellaris Becc.
- Daemonorops periacantha Miq.
- Daemonorops plagiocycla Burret
- Daemonorops poilanei J.Dransf.
- Daemonorops polita Fernando
- Daemonorops propinqua Becc.
- Daemonorops pumila Van Valk.
- Daemonorops rarispinosa Renuka & Vijayak.
- Daemonorops riedeliana (Miq.) Becc.
- Daemonorops robusta Warb. ex Becc.
- Daemonorops rubra (Reinw. ex Mart.) Blume
- Daemonorops ruptilis Becc.
- Daemonorops sabut Becc.
- Daemonorops sarasinorum Warb. ex Becc.
- Daemonorops scapigera Becc.
- Daemonorops schlechteri Burret
- Daemonorops sepal Becc.
- Daemonorops serpentina J.Dransf.
- Daemonorops siberutensis Rustiami
- Daemonorops singalana Becc.
- Daemonorops sparsiflora Becc.
- Daemonorops spectabilis Becc.
- Daemonorops stenophylla Becc.
- Daemonorops treubiana Becc.
- Daemonorops trichroa Miq.
- Daemonorops unijuga J.Dransf.
- Daemonorops urdanetana Becc.
- Daemonorops uschdraweitiana Burret
- Daemonorops verticillaris (Griff.) Mart.
- Daemonorops wrightmyoensis Renuka & Vijayak.